# Goliath (carro armato)
Il Goliath, abbreviazione della designazione completa leichter Ladungsträger Goliath, i cui numeri d'identificazione erano Sd.Kfz. 302 e Sd.Kfz. 303, è stato un carro armato filoguidato caricato con esplosivo, concepito dalla Germania nazista durante la seconda guerra mondiale per lo sminamento e la demolizione di obiettivi fissi. Prodotto in grande serie (oltre 4 900 esemplari), fu utilizzato in azione a Kursk, negli scontri della testa di ponte di Anzio, durante la rivolta di Varsavia e la battaglia di Berlino.

## Storia

### Sviluppo
Nel 1940 la Borgward di Brema fu contattata dall'Esercito tedesco per la progettazione di un veicolo da demolizione guidato a distanza mediante un fascio di cavi: lo stabilimento iniziò i lavori basandosi su un mezzo sperimentale costruito dall'ingegnere Adolphe Kegrèsse e catturato dopo crollo della Francia nella primavera di quell'anno; si trattava di un basso scafo cingolato al cui retro era assicurata una bobina, da cui si snodava un cavo contenente tre fili elettrici per impartire i comandi. Il prototipo tedesco fu pronto circa un anno e mezzo più tardi; collaudato ai primi del 1942, fu valutato positivamente dalla commissione militare. Il mezzo venne immatricolato con la denominazione di leichter Ladungsträger Sd.Kfz. 302 e gli fu assegnato il nome aggiuntivo di "Goliath". Nell'aprile 1943 i primi rapporti giunti dal fronte criticarono però la corazzatura troppo sottile e la vulnerabilità dei cavi di comunicazione; perciò la Borgward rimaneggiò il progetto aumentandone le dimensioni, il carico di esplosivo trasportabile e lo spessore delle protezioni. Questa versione del Goliath fu indicata con il numero d'inventario Sd.Kfz. 303 e si diversificò in due varianti, distinte dall'entità della carica.
Circa la scelta del nome, pare che si impose la spontanea idea di chiamarlo Davide e, per brevissimo tempo, questo fu il nome assegnatogli: inorriditi, gli organi di controllo della produzione pretesero che il nome fosse immediatamente cambiato dato che Davide, nel mito, era l'eroico ragazzo ebreo che aveva sconfitto il titanico Golia. Perciò subentrò la denominazione "Goliath", il perdente tra i due, rendendo decisamente grottesca la scelta.

### Produzione
La Borgward fabbricò 2 635 esemplari del Goliath Sd.Kfz. 302 tra l'aprile 1942 e il gennaio 1944. In contemporanea, nell'aprile 1943 iniziò ad assemblare il secondo modello di Goliath: fino al gennaio 1945 consegnò un totale di 4 929 esemplari di entrambe le varianti. Dati leggermente differenti sono invece forniti da un'altra fonte che parla di 2 650 Goliath Sd.Kfz. 302 costruiti dalla Borgward, congiuntamente alla Zündapp. Riguardo al secondo modello, una fonte specifica che dapprima 4 604 unità vennero prodotte dalla Zündapp in collaborazione con la Zachertz tra l'aprile 1943 e il settembre 1944; un secondo lotto di 325 esemplari fu poi prodotto tra il novembre 1944 e il gennaio 1945 dalle due aziende.

### Impiego operativo
Il Goliath ebbe il battesimo del fuoco il 4 luglio 1943, durante la battaglia di Kursk svoltasi nel settore centro-meridionale del fronte orientale, dove fu adoperato per aprire varchi nei campi minati sovietici: l'esplosione di un solo Goliath rendeva sicura un'area del diametro di circa 45 metri. Il 16 febbraio 1944 i tedeschi lanciarono l'operazione Fischfang per schiacciare la testa di ponte stabilita dagli Alleati alla fine di gennaio ad Anzio, per velocizzare la fine dell'estenuante campagna. Chiamati "trabiccoli" dai soldati statunitensi, i tredici Goliath utilizzati dettero risultati deludenti: tre furono distrutti dall'artiglieria e gli altri dieci rimasero impantanati dal fango, caddero nei numerosi fossati dell'entroterra di Anzio, o furono resi inservibili dal fuoco delle armi leggere. Una fonte riporta che il Goliath era anche noto come beetle tank, in inglese "carro scarafaggio".
L'ultimo utilizzo massiccio del Goliath si verificò nel giugno 1944 per contrastare lo sbarco in Normandia, ancora con scarso profitto; i piccoli blindati trovarono poi impiego nell'agosto 1944 nel corso della rivolta di Varsavia, per demolire gli edifici occupati dagli insorti dell'Armia Krajowa. Negli ultimi nove mesi della seconda guerra mondiale in Europa, il Goliath fu usato in battaglia saltuariamente e in pochi esemplari; qualche unità venne impiegata durante la battaglia di Berlino, sembra vicino alla Porta di Brandeburgo.

## Tecnica
Il mezzo era diviso trasversalmente in due compartimenti principali corazzati: quello anteriore ospitava l'armamento principale, una carica di esplosivo che poteva arrivare a un massimo di 91 chili; quello posteriore conteneva una bobina con un cavo lungo fino a 700 metri, che serviva per la guida a distanza. Un'altra fonte afferma invece che il cavo era lungo 500 metri e che il carico massimo di esplosivo era di 120 chili. Alcuni esemplari erano stati equipaggiati con un motore a benzina, altri invece con due apparati elettrici, dotati delle relative batterie di alimentazione. La guida a distanza consentiva esclusivamente di impartire comandi semplicissimi ("a destra", "a sinistra", "esplosione") e una volta avviato il mezzo non poteva essere arrestato. Non era neppure disponibile la retromarcia: in particolare, negli esemplari con motore a benzina la sterzatura avveniva bloccando uno dei due cingoli, mentre in quelli con propulsori elettrici veniva temporaneamente interrotta l'alimentazione di uno dei due motori.

## Versione romena
Durante il 1944 il Regno di Romania progettò e produsse un proprio modello di mina cingolata radio-controllata, del quale non si conosce la denominazione ufficiale. Tuttavia, esso era notevolmente differente rispetto alla controparte tedesca: le poche foto sopravvissute alla guerra mostrano un veicolo non corazzato, con alcuni miglioramenti allo scafo che gli consentivano di superare trincee e crateri meglio del modello tedesco. Non si hanno molte notizie sulle prestazioni del mezzo, a parte che non superò mai la fase di prototipo e che pesava circa 2 tonnellate.